# Iguana (album)
Iguana è il terzo album della band punk rock di Verona A.C.T.H., prodotto dalla Vox Pop nel 1990.

## Tracce
Lato A
1. L'animale che è in me
2. Ogni giorno muori
3. Staying Alive (Original Version)
4. Un istante per tè
5. Non lo so
6. Non è reato
7. Parlami sporco

Lato B
1. Non si sente alla radio
2. Lo sta gridando
3. Soli Si Muore
4. Il linguaggio del corpo
5. Sesso in città
6. Politica